# Железный орёл 3: Асы
«Железный орёл 3: Асы» — художественный фильм, боевик.

## Сюжет
Бывшие нацисты захватили перуанскую деревню и хотят превратить её в опорную базу для своих операций по торговле кокаином. Анне удалось сбежать, она отправилась в США и, встретив там бравого лётчика Чаппи Синклера, попросила о помощи. Конечно, Чаппи не мог отказать. Он обратился к своему начальству за поддержкой, и тут выяснилось, что генерал, с которым Чаппи беседовал, сотрудничает с нацистами, а через базу ВВС США проходит контрабанда наркотиков. Тогда герой привлёк к операции трёх пожилых, но ещё бодрых пилотов. На истребителях времён Второй мировой войны отважные лётчики летят на помощь южноамериканским крестьянам.